# Ville Ponti
Le Ville Ponti sono un complesso di ville residenziali edificate sulla collina di Biumo Superiore (nel territorio comunale di Varese) tra il XVII e il XIX secolo. Il nome deriva dall'industriale Andrea Ponti, che acquisì il complesso nel 1838, unì i vari giardini che lo componevano e fece costruire la dimora principale.

## Storia del complesso
L'area del colle di Biumo Superiore, posta in posizione dominante su Varese, venne occupata dal 1676 e sino alla fine del Settecento da un convento affidato ai frati carmelitani della comunità di Cuasso al Monte con la presenza di una chiesa dedicata a Santa Teresa e tre giardini a disposizione della comunità monastica. Il complesso era sorto su proprietà della famiglia Biumi e aveva usufruito dei lasciti della contessa Livia Taverna Arcimboldi e soprattutto della benevolenza del varesino Carlo Belloni, presidente del Senato di Milano. La chiesa di Santa Teresa, a uso del convento, era posta esattamente dove oggi si trova il cancello d'ingresso al complesso delle ville Ponti, con la facciata rivolta verso l'attuale piazza Litta. Dalla fiancata sinistra della chiesa, si apriva il convento che disponeva anche di un forno. Dei tre giardini che erano annessi al convento, quello immediatamente retrostante la chiesa era considerato come parte dello spazio sacro e, talvolta, utilizzato come camposanto, mentre gli altri due fungevano l'uno da parte integrante del chiostro, mentre l'altro era quasi certamente adibito per le coltivazioni a uso del convento. 
Con le soppressioni giuseppine, nel 1799 la proprietà passò interamente al ricco industriale varesino Luigi De Cristoforis che a partire dal 1801 procedette a demolire completamente tutta la struttura conventuale (compresa la chiesa) e a edificare quella porzione di caseggiato oggi nota col nome di Villa Napoleonica, una vera e propria casa d'abitazione, su progetto del celebre architetto Leopold Pollack. Il complesso venne venduto nel 1823 alla famiglia Arpegiani e successivamente passò alla famiglia Ponti che, pur mantenendo l'antica struttura e le scuderie a essa annesse, fece edificare un più grande e maestoso complesso architettonico (attuale Villa Andrea Ponti) come simbolo dello status di ricchezza e notorietà raggiunto dalla famiglia a partire dal 1857. Il progetto del complesso e del giardino all'inglese attorno venne affidato all'architetto Giuseppe Balzaretto.
La Villa Napoleonica, nel 1859, divenne sede del quartier generale di Giuseppe Garibaldi impegnato nella battaglia di Varese.
Nel 1961 il marchese Gian Felice Ponti, ultimo discendente della famiglia, vendette l'intero complesso delle ville, compresi i loro arredi, alla locale Camera di Commercio, che lo adibì a centro congressi.

## Villa Andrea Ponti

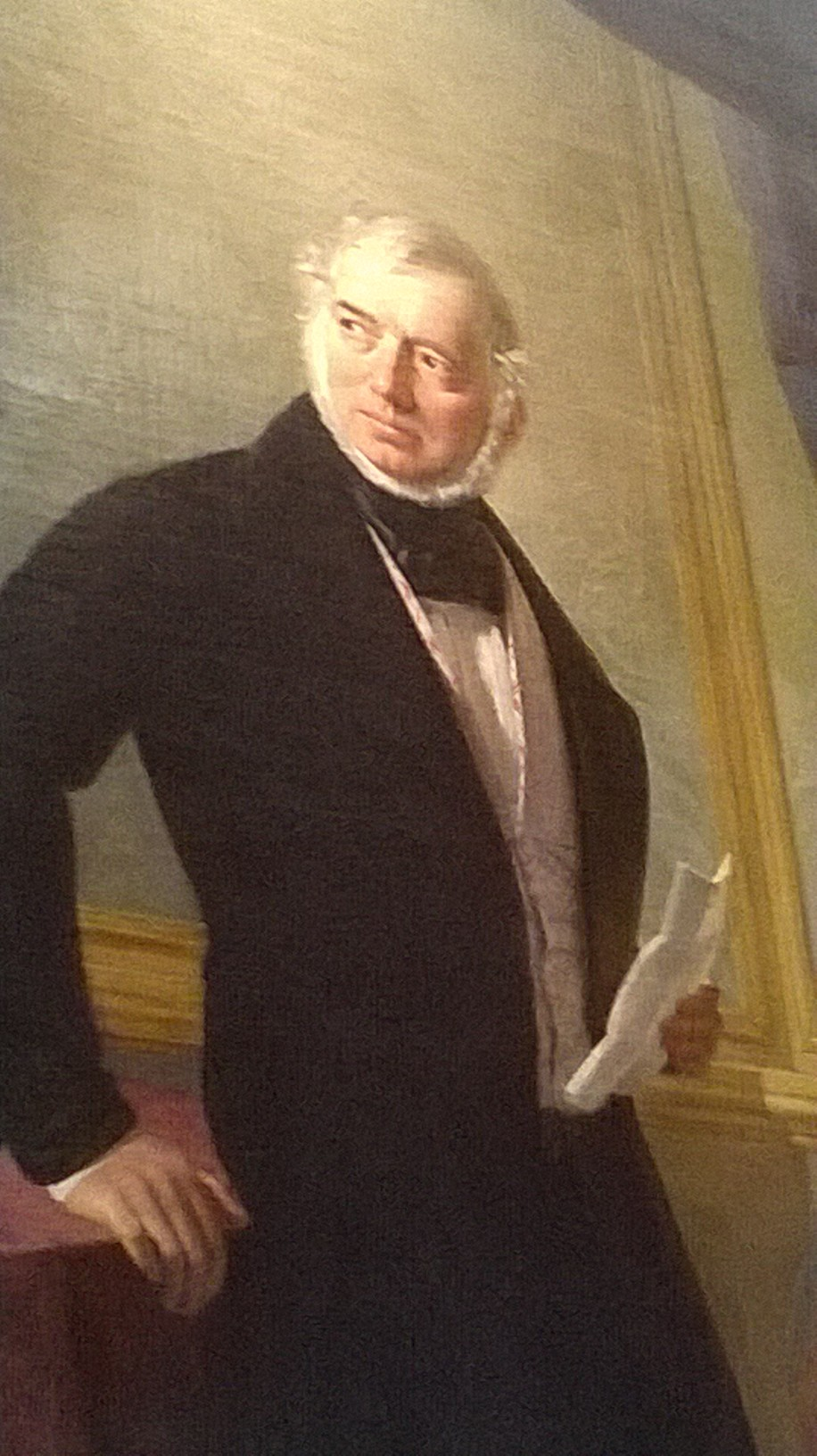
Andrea Ponti, il facoltoso industriale da cui partì l'idea della costruzione della villa principale del complesso

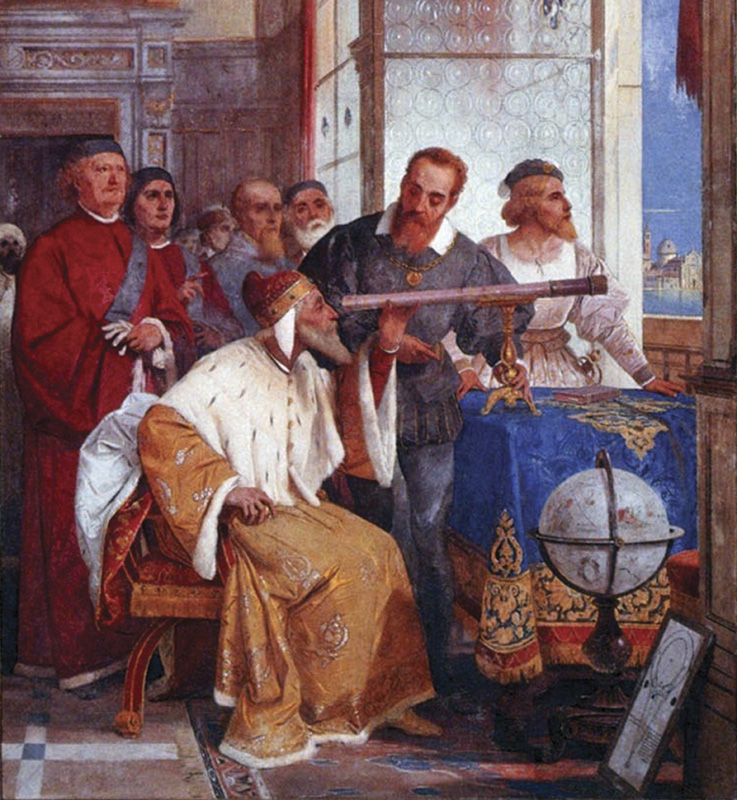
Galileo Galilei mostra l'invenzione del cannocchiale al doge di Venezia affresco del pittore Giuseppe Bertini nella Villa "Andrea Ponti"

La villa principale del complesso è villa "Andrea Ponti", dedicata all'industriale cotoniero gallaratese che commissionò la costruzione. L'edificio venne costruito tra il 1858 e il 1859 per opera dell'architetto milanese Giuseppe Balzaretto (che si occupò altresì della riprogettazione dei giardini). I lavori, durati fino al 1870, comportarono la distruzione di una precedente dimora degli Arpegiani, attribuita al Pollack.
La struttura, di stile neogotico appare monumentale ed è caratterizzata dai contrasti cromatici di rosa e bianco sulle facciate, dove si aprono una serie di bifore con oculo ispirate al palazzo veneziano Ca' Vendramin Calergi. L'edificio si sviluppa in un corpo cubico, ispirato al mastio di un castello, posto nel punto più alto della collina. Il progetto originario comprendeva anche due ali laterali in ferro di grandi dimensioni, che sarebbero state costruite con il medesimo stile. Dotate di cupola, le due ali avrebbero dovuto servire come serre, ma per volere dello stesso committente non furono realizzate (se non nelle fondamenta).
Le sale interne si dispongono attorno a un atrio ottagonale con cupola in vetro alto ben 33 metri e sono riccamente decorate con affreschi e stucchi. Il tema delle decorazioni pittoriche varia nelle diverse sale: una di esse al piano terreno è, ad esempio, dedicata ai grandi talenti italiani nel campo della cultura, dell'arte e delle scienze, con grandi affreschi di Giuseppe Bertini rappresentanti Galileo Galilei illustra il cannocchiale al doge di Venezia, Alessandro Volta illustra l'invenzione della pila a Napoleone Bonaparte, Cristoforo Colombo al ritorno dalle Americhe, Guido d'Arezzo che insegna il canto a tre adolescenti. La decorazione comprende anche statue in bronzo raffiguranti Dante Alighieri e Michelangelo per opera rispettivamente di Giuseppe Bertini e di Odoardo Tabacchi. Sono presenti anche numerose tele d'epoca tra cui Carlo Emanuele I di Savoia spezza le insegne del Toson d'oro di fronte all'ambasciatore di Spagna di Alessandro Focosi.
Nel corso della sua storia, la villa ospitò anche personaggi di rilievo come ad esempio re Umberto I nel 1879, il duca degli Abruzzi nel 1901 e il principe ereditario Umberto di Savoia nel 1923. In tempi più recenti la villa ha ospitato il matrimonio civile tra il presentatore Daniele Bossari e la modella e presentatrice Filippa Lagerbäck il 1º giugno 2018.

## Villa Napoleonica o villa Fabio Ponti

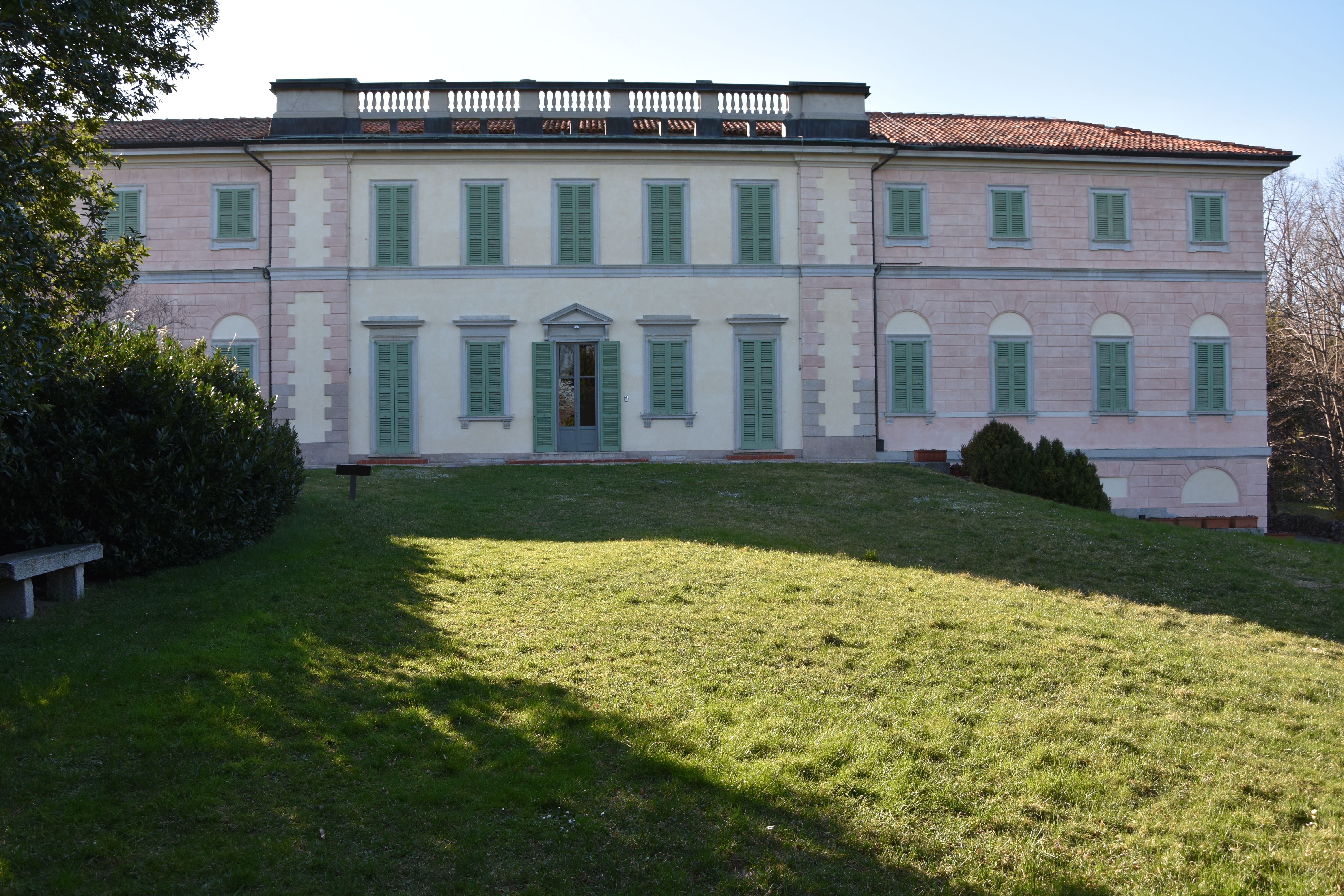
La Villa Napoleonica

La "Villa Napoleonica"' o villa "Fabio Ponti", costruita sul finire del XVII secolo, è l'edificio più antico del complesso, modificato in stile neoclassico tra il 1820 e il 1830. Fu acquistato dalla famiglia Ponti come residenza estiva nel 1838 e successivamente il parco (originariamente a sé stante) fu unito a quello della nuova villa "Andrea Ponti".
La villa ospita eventi ed è completa di tutte le dotazioni congressuali.
L'edificio fu il quartier generale di Giuseppe Garibaldi nella cosiddetta battaglia di Varese, combattuta presso Biumo il 26 maggio 1859.

## Sellerie

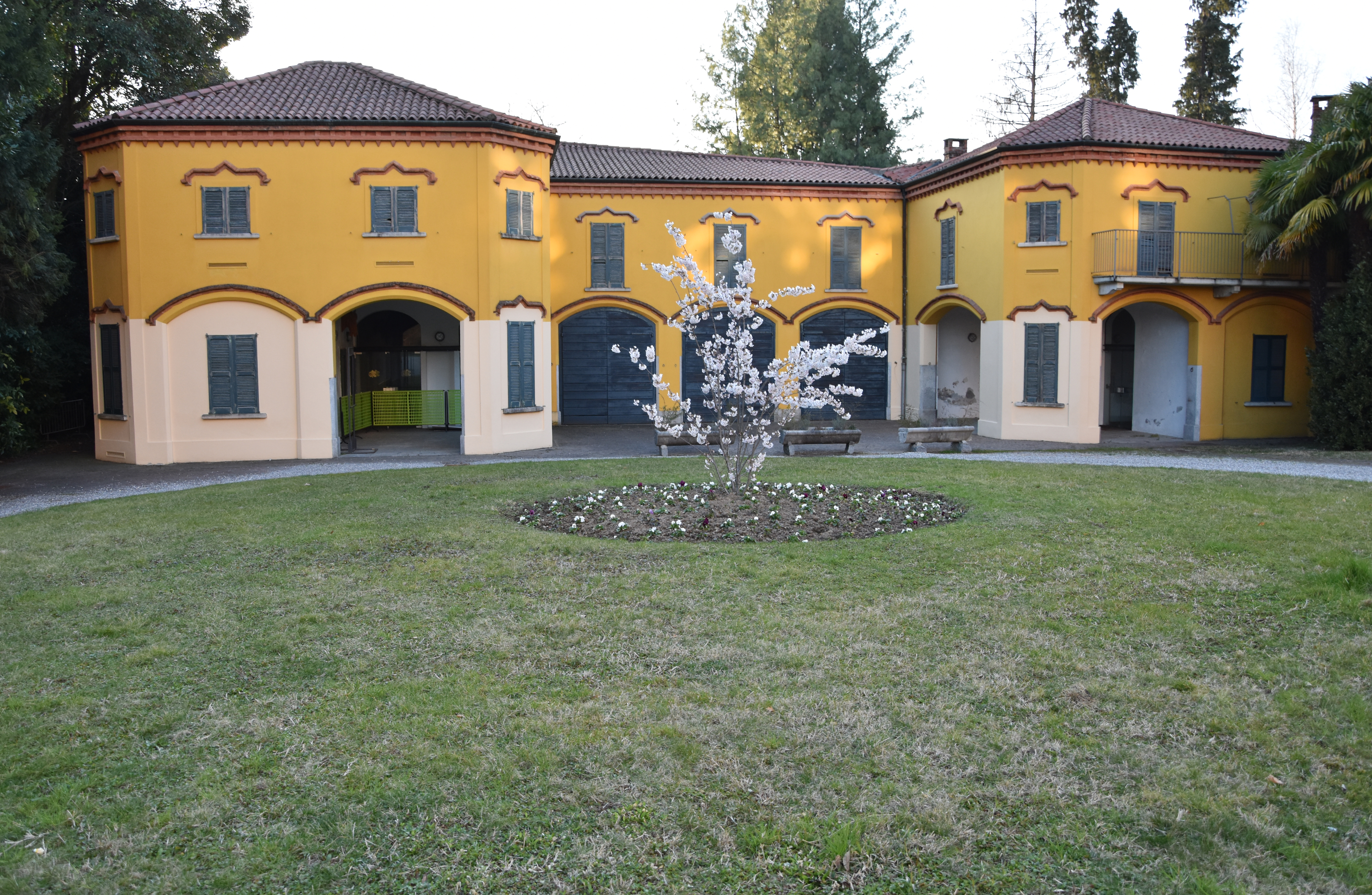
Le sellerie delle Ville Ponti

Alla "Villa Andrea Ponti" si affiancano le "Sellerie", una struttura settecentesca dal tetto a capanna, un tempo utilizzata come scuderia del complesso residenziale.
Essa comprende non solo le stalle propriamente dette e la rimessa per le vetture, ma anche tutti gli alloggi degli stallieri e del personale addetto alle carrozze, oggi trasformati in sale per conferenze.

## Il parco

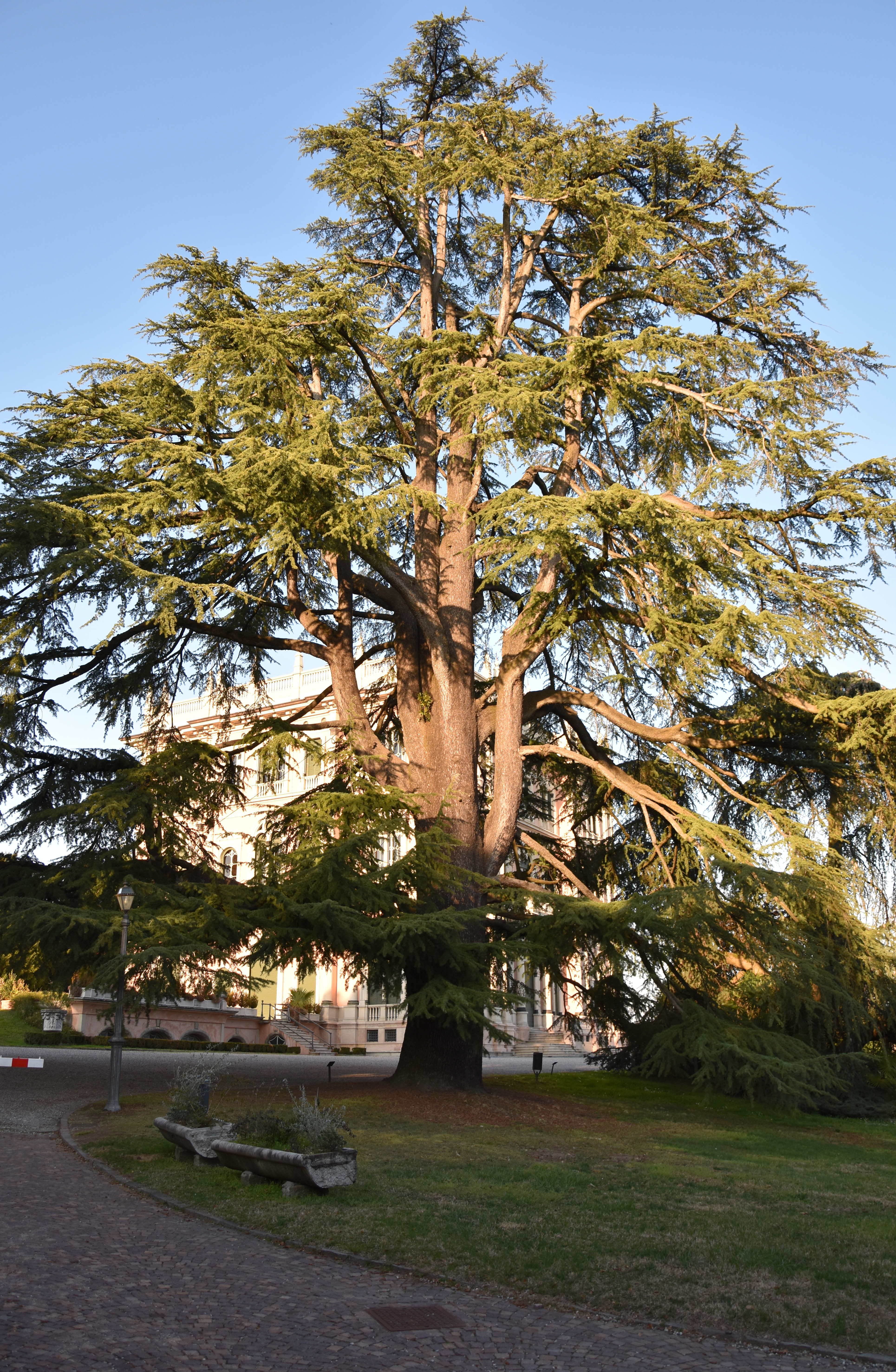
Il cedro del Libano risalente alla metà del Settecento e posto nel parco delle Ville Ponti

Intorno alla villa si estende oggi un parco "all'inglese" di 56 000 metri quadrati di ampiezza, completato da un laghetto di origine sorgiva che venne progettato dallo stesso architetto Balzaretto, il quale aveva già realizzato i Giardini pubblici di Milano, a completamento della struttura principale della Villa Andrea Ponti. In realtà, già al tempo della famiglia De Cristoforis, esisteva un parco che venne probabilmente progettato dal Pollack, di stile paesistico, il quale venne rifatto integralmente dal Balzaretto, aggiungendovi anche il giardino della vicina villa Kevenhueller.
Nel parco sono ospitati cedri, tassi, magnolie, aceri e cipressi, alcuni dei quali piantati dal Balzaretto, ma altri addirittura precedenti come nel caso di un cedro del Libano risalente alla metà del Settecento.